# نمایندگان بندر انزلی در مجالس مؤسسان
نمایندگان بندر انزلی در سه دوره مجلس مؤسسان عبارت بودند از:
- غلامحسین ابتهاج (دوره ۲، ۱۳۲۸ ه. ش)
- حسن اکبر (دوره ۲، ۱۳۲۸ ه. ش)
- منصور انشاء (دوره۳، ۱۳۴۶ ه. ش)
- جبار حسین‌زاده (دوره۱، ۱۳۰۴ ه. ش)
- حسین کی استوان (دوره۱، ۱۳۰۴ ه. ش)[۱]